# De Trekvogel
De Trekvogel was het eerste en oudste gebouw van Zuidelijk Flevoland en werd gebouwd als ambtenarenpension annex personeelskantine van de Rijksdienst voor de IJsselmeerpolders (RIJP). Het stond bij gemaal De Blocq van Kuffeler. Het was later in gebruik als natuurinformatiecentrum en bezoekerscentrum van stichting Het Flevo-landschap.

## Geschiedenis
Het gebouw werd in mei 1964 in gebruik genomen op het werkeiland waarmee Zuidelijk Flevoland begon. Nadat de RIJP het niet meer nodig had werd het begin jaren 1970 ingericht als wegrestaurant. Het heette toen Restaurant Oostvaardersdiep. Na de opening van de A6 Lelystad-Almere in 1981 was het restaurant niet meer rendabel omdat er te weinig verkeer langskwam.
Het gebouw werd in 1987 onder de naam de Trekvogel in gebruik genomen als natuurinformatiecentrum en veldbiologisch station van de RIJP. Vanuit het centrum werden excursies georganiseerd naar natuurgebieden in Flevoland en er was een permanente expositie. In 1996 werden de Oostvaardersplassen overgedragen aan Staatsbosbeheer, het informatiecentrum werd een bezoekerscentrum van de stichting Het Flevo-landschap.

## Sloop
Eigenaar Flevo-landschap kondigde in 2021 aan het gebouw te willen slopen omdat het zijn maximale levensduur zou hebben bereikt. De noodzakelijke sanering zou sloop noodzakelijk maken. Bovendien werd het als onhaalbaar gezien om het gebouw energiezuinig te krijgen. De Erfgoedvereniging Heemschut diende daarop een verzoek in bij de gemeente Almere om het gebouw tot gemeentelijk monument te verklaren. Dat werd echter afgewezen. Sinds 24 oktober 2022 is het bezoekerscentrum gesloten. In mei 2023 werd het gebouw gesloopt.